# Ewa Kaliszuk
Ewa Monika Kaliszuk (ur. 3 lipca 1975 w Olsztynie) – polska nauczycielka, działaczka polityczna i samorządowa, wiceprezydent Olsztyna (2019–2023), senator XI kadencji (od 2023).

## Życiorys
Córka Romualda i Moniki. Ukończyła filologię germańską na Wydziale Humanistycznym Uniwersytetu Warmińsko-Mazurskiego w Olsztynie. W 2011 została absolwentką studiów podyplomowych w zakresie organizacji i zarządzania oświatą, a w 2022 uzyskała dyplom MBA w Collegium Humanum. Pracowała jako nauczycielka języka niemieckiego, egzaminatorka maturalna, autorka programów nauczania i materiałów edukacyjnych; w 2009 uzyskała stopień nauczyciela dyplomowanego. Była wicedyrektorką Zespołu Szkół Gastronomiczno-Spożywczych w Olsztynie, a w 2014 objęła pełniła funkcję dyrektorki Zespołu Szkół Mechaniczno-Energetycznych w tym mieście. Wchodziła w skład rady dyrektorów szkół zawodowych przy ministrze edukacji narodowej oraz przy warmińsko-mazurskim kuratorze oświaty.
Wstąpiła do Platformy Obywatelskiej. W 2014 bezskutecznie kandydowała z listy PO do rady miejskiej Olsztyna (otrzymała 108 głosów). W lutym 2019 została powołana na stanowisku wiceprezydenta Olsztyna, zastępując na tej funkcji Jarosława Słomę. W maju 2022 awansowana na pierwszego zastępcę prezydenta Piotra Grzymowicza.
W wyborach parlamentarnych w 2023 była kandydatką paktu senackiego z ramienia Koalicji Obywatelskiej w okręgu nr 86. Zdobyła mandat senatora XI kadencji, otrzymując 93 766 głosów i pokonując m.in. ubiegającą się o reelekcję Lidię Staroń.

## Wyniki wyborcze
| Wybory | Komitet wyborczy | Komitet wyborczy      | Organ                | Okręg | Wynik           |
| ------ | ---------------- | --------------------- | -------------------- | ----- | --------------- |
| 2014   |                  | Platforma Obywatelska | Rada Miasta Olsztyna | nr 1  | 108 (0,81%)     |
| 2023   |                  | Koalicja Obywatelska  | Senat XI kadencji    | nr 86 | 93 766 (43,78%) |

## Odznaczenia
W 2014 została odznaczona odznaką honorową „Zasłużony dla Kultury Polskiej”.